# Fredz
Frédéric Carrier, plus connu sous le nom de Fredz, né le 25 janvier 2002 à Longueuil (dans la banlieue montréalaise), est un rappeur québécois.  

## Biographie

### Vie privée
Fredz (Frédéric Carrier) est né le 25 janvier 2002 à Longueuil en banlieue de Montréal. Fredz étudie à l'UQAM dans un bac stratégie de production culturelle et médiatique, parallèlement à sa carrière musicale. Il a aussi exercé la profession d'animateur dans un centre pour enfants. Fredz n'a qu'une soeur nommée Léa Carrier, journaliste à La Presse et diplômée de l'UQAM.

### Début de carrière
Fredz commence la musique à l'âge de 15 ans, accompagné de sa guitare et en apprenant en autodidacte avec YouTube.
À 16 ans, Fredz se fait recruter par le label E47 Records grâce au rappeur K. Maro qui l'a découvert sur les réseaux sociaux.
Fredz se lance dans le rap en 2019.
Il adopte un style au croisement entre la pop, le hip-hop et le rap, en gardant la narration comme fil directeur. Il s'inspire alors du rap français, principalement de Nekfeu, Alpha Wann et Orelsan, et du Canadien Koriass,,.
Il justifie le choix de son pseudo en déclarant : « Je ne voulais pas un nom trop différent du mien, mais quand je suis sur scène, je ne suis pas totalement Frédéric. Le “z” vient représenter mon côté artiste. ». Il a aussi affirmé qu’il a eu l’idée de ce nom grâce à ses jeux vidéos puisque son nom d’artiste est le même que son pseudo sur la plateforme Xbox[source insuffisante].
Après des freestyles sur les réseaux sociaux, Fredz publie pour la première fois sur les plateformes de streaming un EP de quatre titres en mai 2019 : Dans ma tête. Quatre mois et un single plus tard, Fredz est de retour avec un deuxième projet, cette fois-ci composé de dix titres, dont la moitié sont des collaborations. Cette mixtape est intitulée Pas D'épines, Pas De Rose.

### Personne ne touche le ciel(2020-2021)
En 2020, lors du confinement lié au Covid-19, il publie des freestyles sur Instagram, notamment sur le compte 1minute2rap. Il déclare à ce sujet : « J’ai commencé à me servir des réseaux sociaux au tout début de la pandémie. C’était la seule façon de me faire un nom parce qu’il n’y avait plus de spectacle. Je publiais des vidéos de moi qui chante et qui rappe pendant une minute. C’est comme ça que j’ai bâti mon premier public. ».
C'est sur ce même réseau social qu'il est approché par le Français K. Maro (fondateur d'East 47th Agency, basée à Paris, Montréal et Los Angeles,). Fredz rencontre K. Maro à Montréal, mais ce n'est qu'après la rencontre qu'il découvre, grâce à sa mère, qui était vraiment la personne qu'il avait en face de lui. Deux mois plus tard, à l'age de 18 ans, Fredz signe dans le label East 47th Music. Bien qu'il prévoit dans un premier temps de rester indépendant.
Après quatre singles, dont Plume, Fredz sort son premier album, Personne ne touche le ciel, en septembre 2020. Le projet est composé de 11 titres, certains provenant directement des freestyles proposés sur les réseaux sociaux. Il publie un single en novembre 2021.

#### Titres
1. New-York City
2. Plume
3. Personne ne touche le ciel
4. Bullet proof
5. C'est l'été !
6. Fou
7. Sara X concassé
8. Trop tard
9. Ola X Fumer
10. Attendre
11. Bref

### Astronaute(2022-2023)
Fredz fait son retour en mars 2022 avec son deuxième album, Astronaute,. C'est sur ce projet que se trouvent Nova et A ce qu'il parait, tous deux cumulant plus de 7 millions de streams en juin 2023, suivis par 3 accords, qui en compte plus de 5 millions. Fredz s'est forgé une communauté notamment par les réseaux sociaux. Il a connu un essor de popularité avec À ce qu'il paraît, qui a été largement diffusée sur le réseau social TikTok.
Malgré ses succès, Fredz écrit dans sa chambre et enregistre de son côté. « Personne ne me comprend mieux que moi-même. J’ai une bonne vision de ce que je veux et d’où je veux aller, donc pour moi, c’est important ». En conséquence, la maison de disque refuse la première version de son album, en raison d'un surplus de chansons d'amour. Il fait 40 concerts, dont 15 festivals québécois, mais aussi en Europe, avec sept dates en treize jours en France et en Suisse.
Au mois d'octobre 2022, Fredz apparait sur l'album En bas de chez moi de LauCarré, sur le titre Si mon cœur passe l'hiver. Fin novembre, Fredz est à l'honneur de la série Spotify Singles, avec qui il sort Les belles filles et Paradis City. Son visage est à l'honneur de la pochette de la playlist Les meilleures chansons de 2022 de Spotify. 
En mai 2023 sort Ce soir - Je suis dans ma tête,.

#### Titres
1. Intro
2. Astronaute
3. Si ça ne marche pas
4. À ce qu'il paraît
5. Écart type
6. Journal de bord
7. Guitar Hero
8. Nova
9. +1 pour l'artiste
10. Ils diront
11. Senna
12. Message
13. 3 accords
14. Film
15. Même chose
16. J'ai pas fini

### Demain il fera beau (2024)
Le 8 mars 2024, il lance son nouvel album qu'il nomme Demain il fera beau.
Son spectacle de lancement a lieu à la salle du Club Soda. Il a ensuite fait plusieurs spectacles en Europe (France, Belgique). Il réalise une tournée au Canada à l'été 2024 et une tournée européenne à l'automne de la même année. Il se produit à La Cigale, une salle d'une capacité de 1500 places. En 2025, il se produit à l'Olympia, qui accueille 2 000 spectateurs.

#### Titres
1. Allo la Lune
2. Dans les soirées
3. Rappeler son ...
4. Le garçon à la fenêtre
5. Prévenez ma mère
6. Le stade
7. Ton prénom
8. Ghibli
9. Houston
10. Ce soir (J'suis dans ma tête)
11. À la télévision
12. Les papillons
13. Mauvais rêve
14. Fin du monde
15. Meilleure pote (Bonus track)

## Style
L'écriture lui a posé problème, il déclare : « Tu pars d’une page blanche. Moi, je n’ai pas connu la misère, je ne pouvais pas parler de ça. Je n’avais pas grand-chose à dire au début. ». De par certaines de ses expressions, il peut être pris pour un rappeur français ou belge.
Il partage dans ses musiques son admiration pour les astres et les grandeurs du ciel, notamment dans son deuxième album, intitulé Astronaute.

## Discographie
| Réalisations                         |                                   |                      |                            |                  |                |
| ------------------------------------ | --------------------------------- | -------------------- | -------------------------- | ---------------- | -------------- |
| Albums                               | Personne ne touche le ciel (2020) | Astronaute (2022)    | Demain il fera beau (2024) |                  |                |
| Mixtapes                             | Pas d'épines, pas de roses (2019) |                      |                            |                  |                |
| EP                                   | Dans ma tête (2019)               |                      |                            |                  |                |
| Épisodes (exclusivement sur YouTube) | 1 - Garçon normal                 | 2 - Sara             | 3 - Minuit                 |                  |                |
| Singles (individuels)                | Insomnie (2019)                   | Faits d'hiver (2021) | Les belles filles (2022)   | La verité (2024) | Je veux (2025) |

## Distinctions
En 2024, il reçoit le prix Découverte en écriture de chansons décerné par le Panthéon des auteurs et compositeurs canadiens.